# Homiliet
Het mineraal homiliet is een calcium-ijzer-magnesium-boor-silicaat met de chemische formule Ca2(Fe2+,Mg)B2Si2O10. Het behoort tot de nesosilicaten.

## Eigenschappen
Het zwarte of donkerbruine homiliet heeft een glasglans, een witte streepkleur en het mineraal kent geen splijting. De gemiddelde dichtheid is 3,38 en de hardheid is 5. Het kristalstelsel is monoklien en het mineraal is niet radioactief.

## Naamgeving
De naam van het mineraal homiliet is afgeleid van het Oudgrieks homilein (ὁμιλεῖν) voor 'samen voorkomen', referend aan de mineralen milifaniet en allaniet waarmee homiliet samen voorkomt.

## Voorkomen
Homiliet komt voor in pegmatieten. De typelocatie van homiliet is het eiland Stoko, Langesundfjord, Noorwegen.